# 差分信号

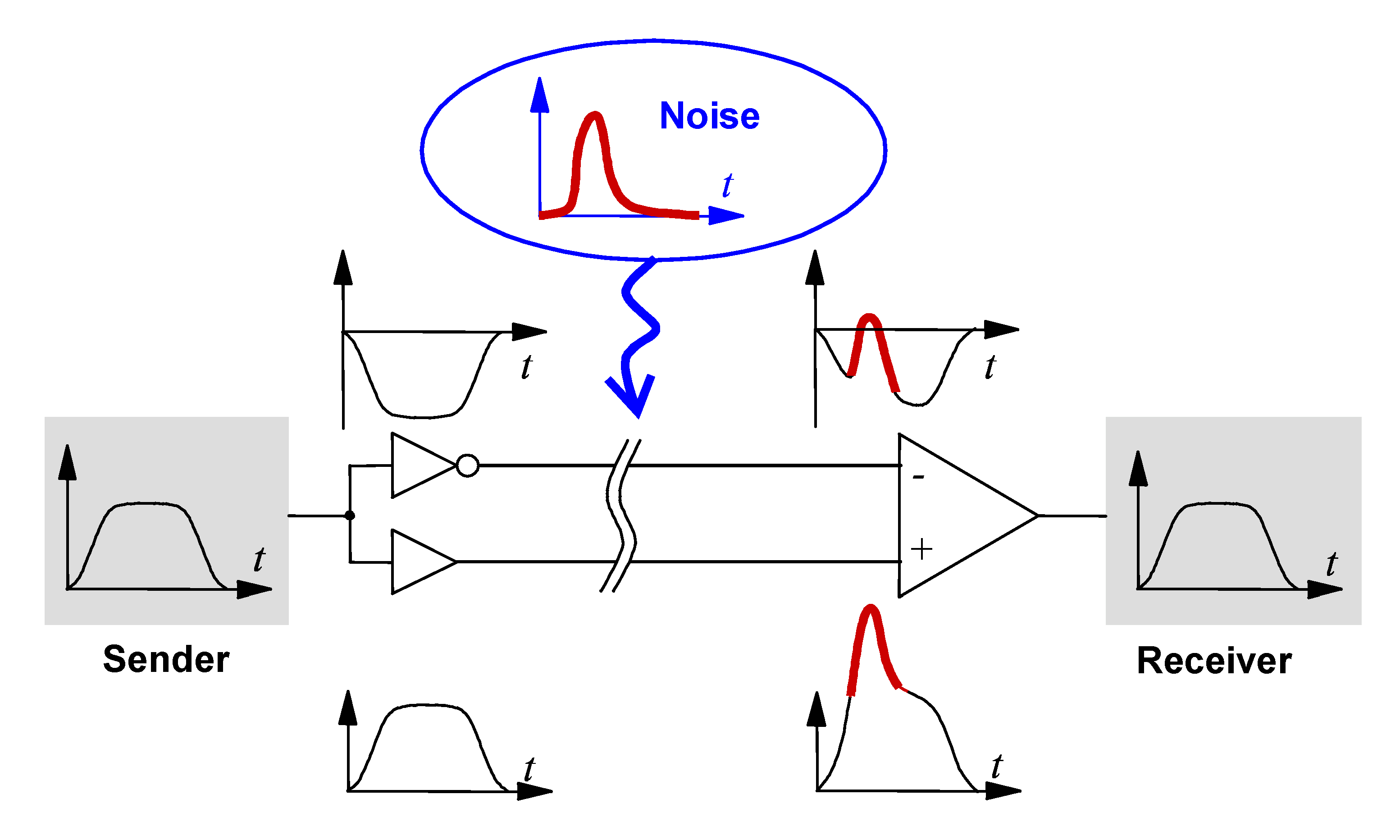
使用差分信号来抵消噪音。

差分传输是一种信号传输的技术，区别于传统的一根信号线一根地线的单端信号传输，差分传输在这两根线上都传输信号，这两个信号的振幅相同，相位相反。在这两根线上的传输的信号就是差分信号。信号接收端比较这两个电压的差值来判断发送端发送的逻辑状态。在电路板上，差分走线必须是等长、等宽、紧密靠近、且在同一层面的两根线。

## 差分信号与单端走线的比较
差分信号与传统的一根信号线一根地线（即单端信号传输）走线的做法相比，其优缺点分别是：

优点：
1. 抗干扰能力强。干扰噪声一般会等值、同时的被加载到两根信号线上，而其差值为0，即，噪声对信号的逻辑意义不产生影响。
2. 能有效抑制电磁干扰（EMI）。由于两根线靠得很近且信号幅值相等，这两根线与地线之间的耦合电磁场的幅值也相等，同时他们的信号极性相反，其电磁场将相互抵消。因此对外界的电磁干扰也小。
3. 时序定位准确。差分信号的接收端是两根线上的信号幅值之差发生正负跳变的点，作为判断逻辑0/1跳变的点的。而普通单端信号以阈值电压作为信号逻辑0/1的跳变点，受阈值电压与信号幅值电压之比的影响较大，不适合低幅度的信号。

缺点：
1. 若电路板的面积非常吃紧，单端信号可以只有一根信号线，地线走地平面，而差分信号一定要走两根等长、等宽、紧密靠近、且在同一层面的线。这样的情况常常发生在芯片的管脚间距很小，以至于只能穿过一根走线的情况下。

## 注意
- 差分曼切斯特编码（英语：Differential Manchester encoding）并不是差分信号的一种，它指的是用在每一位开始时的电平跳变来表示逻辑状态“0”，不跳变来表示逻辑状态“1”。但每一位中间的跳变是用来做同步时钟，没有逻辑意义。
- 双绞线上面走的不一定是差分信号，单端信号在双绞线上的电磁辐射也比平行走线的辐射小。